# Platja de l'Horta-Mutxavista
La platja de l'Horta-Mutxavista, o simplement de Mutxavista, és una platja d'arena del municipi d'El Campello (l'Alacantí, País Valencià). És la continuació natural de la Platja de Sant Joan, al terme d'Alacant. Tot el conjunt suma una longitud de 6.200 metres, dels quals 3.300 pertanyen al terme municipal d'El Campello.
El seu límit per la banda nord és el Racó de la Sofra.
Està ubicada en un entorn semi-urbà, al costat d'un passeig de vianants que la recorre de punta a punta i de la via del TRAM que comunica Alacant i El Campello. Aquesta situació permet el seu ús per a esports com el windsurf.
Des de l'any 1993 ha estat comptant amb el distintiu de Bandera Blava. Té accés per a minusvàlids en diversos punts de la platja.